# 伊尔德丰斯·塞尔达
伊尔德丰斯·塞尔达-蘇涅（加泰隆尼亞語發音：[ildəˈfons səɾˈða i suˈɲe]，1815年12月23日—1876年8月21日）是19世纪西班牙城市规划师暨土木工程师，以设计巴塞罗那的扩展区聞名。因其开创性的理论与实践贡献，被公认为现代城市學之奠基人，“城市化”一詞即由其首創。

## 生平

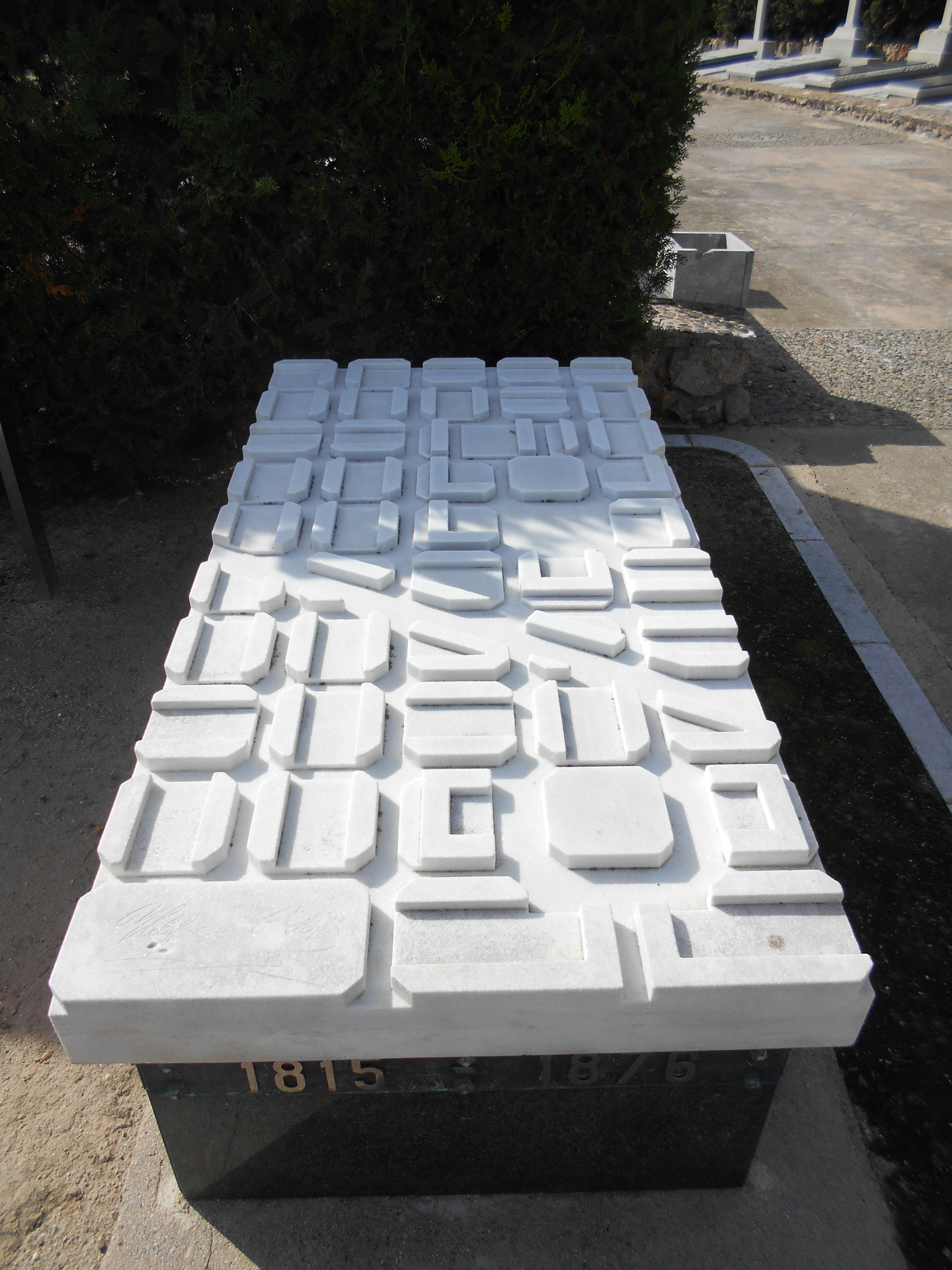
塞尔达的墓碑，仿照他在巴塞罗那的扩展区计划

塞尔达于1815年出生于西班牙加泰罗尼亚的森特列斯。他在马德里的Escuela de Ingenieros de Caminos, Canales y Puertos接受了土木工程师的相关培训。在加入工程兵团以后，他在西班牙的多个城市都生活过。1848年，塞尔达定居于巴塞罗那并与克洛蒂尔德·博斯 (Clotilde Bosch) 结婚。在兄弟去世后，塞尔达继承了家族财产，并辞去了公务员的职务。他从此开始对政治和城市规划研究产生了兴趣。
在当时的政府屈服于公众压力允许拆除巴塞罗那的城墙时， 塞尔达意识到巴塞罗那是时候需要一次城市扩张。这次扩张可以使巴塞罗那不再只有那被城墙包围的拥挤和瘟疫流行的老城，而是可以拥有一个全新的、高效的、宜居的新城区。当他找不到合适的文献来指导巴塞罗那城市规划的时候，他决定借鉴同时代一批人的技术思想，从头开始创作了新城的设计蓝图。这份设计蓝图被称为Ensanche（亦称Eixample）。巴塞罗那扩展区创造了一个天马行空的现代概念，同时还充满了作者的深思熟虑和脚踏实地的理念。
直到生命的最后一刻，塞尔达都在不断改进其设计，并在更大的区域规划层面上继续发展自己的理论。在此过程中，他倾家荡产，身负重债，几近赤贫，最后于1876年去世，却未能从他的巴塞罗那扩展区的杰出设计中获得任何报酬。

## 成就
塞尔达是一位多才多艺的人。他为了追求自己的愿景，放弃了在土木工程部门的稳定的公务员工作，而是参加竞选并成为西班牙议会的一名议员。他起草了充满创新的法律条文，绘制了巴塞罗那周边地区的详细地形测量图，并提出理论撰写书籍来支持他的城市规划项目。同时，他为西班牙语创造了许多重要的词汇，包括Urbanización （城市化）。

## 方法
塞尔达主要关注城市需求的以下方面：

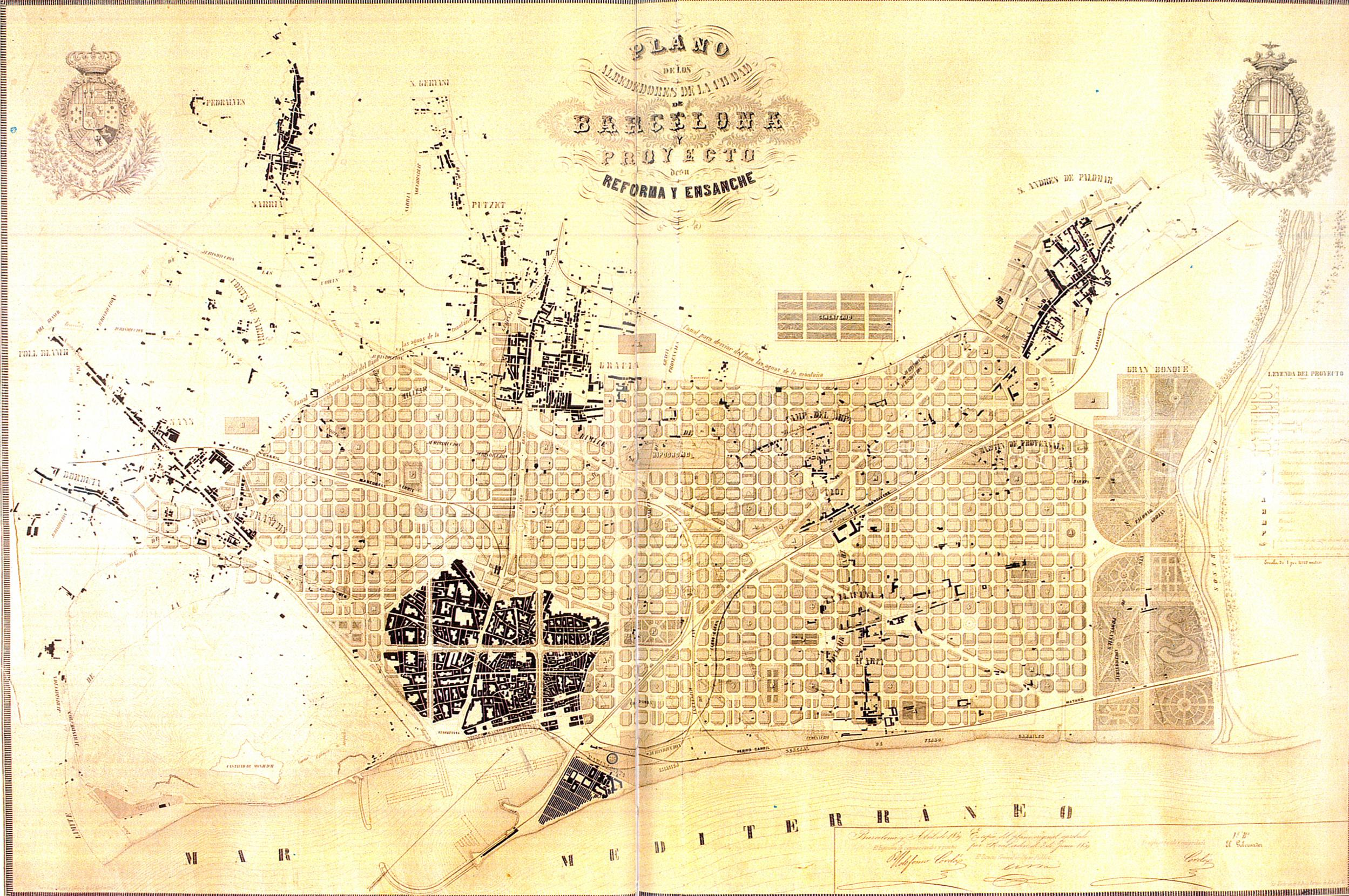
巴塞罗那扩建的原始方案图（1859）

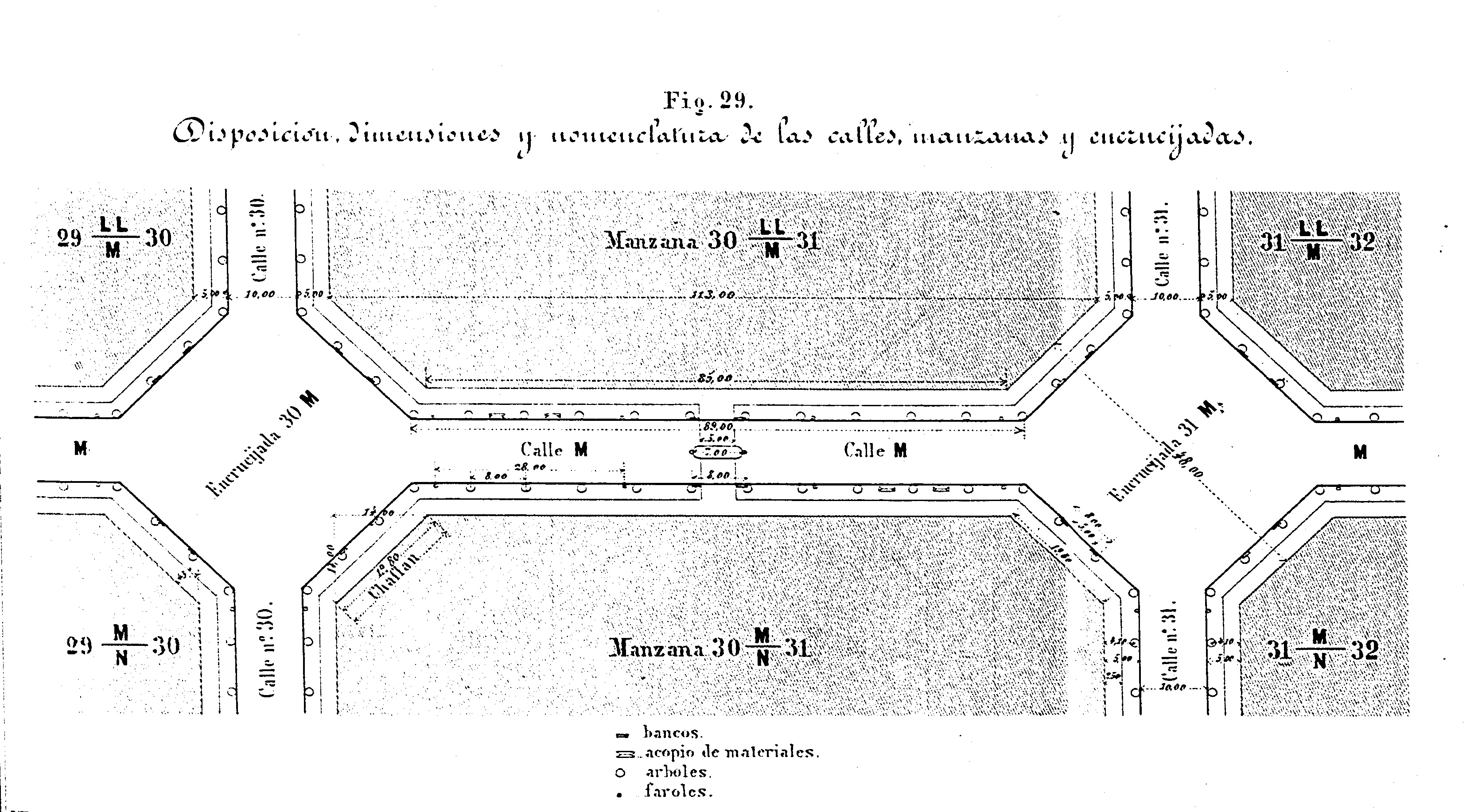
新巴塞罗那的规划图

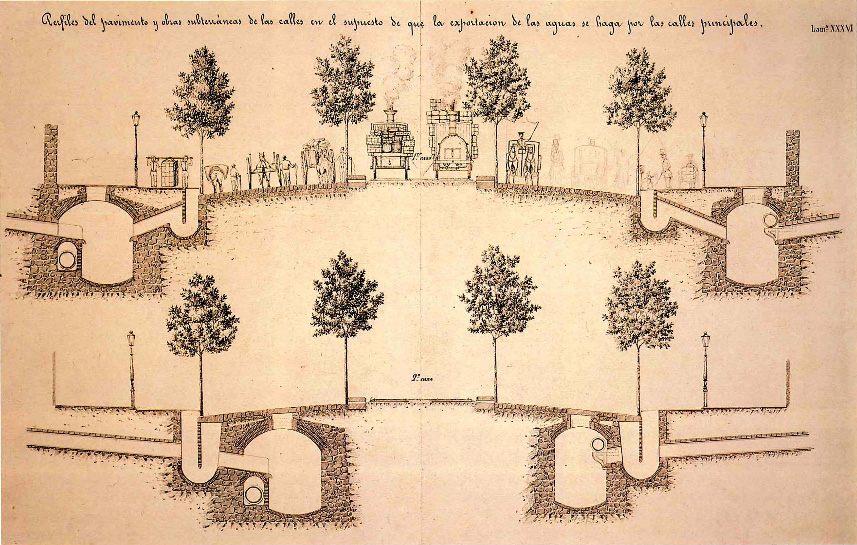
一份街道规划的样本

- 住宅对阳光、自然采光以及通风的需求（他曾深受清洁运动的影响）
- 人们对周围环境绿化的需求
- 有效处理废物的（包括良好的污水处理系统）的需求
- 人员、货物、能源和信息能够在城市无缝流动的需求

他的理念远远领先于和他同时代的面向网络的城市规划方案：
- 他对街道布局和网格规划进行了革命性的优化，以容纳行人、马车、有轨电车、城市铁路（注意：当时城市铁路的概念还未成型）、天然气管道和大容量的下水道以防止洪水的频繁发生。
- 同时他也没有忽视公共和私人花园等其他主要设施的需求。
- 如果当时最新的技术创新能够进一步促进他的城市设计的更好的整合，那么他就会毫不犹豫的将其融入到他的设计中。
- 同时他也会创造的全新概念：包括对他的项目成功起至关重要的作用土地重新调整的逻辑系统。他也对当时工人阶级的状况进行了彻底的统计分析，以演示交通拥堵所带来的弊病。

## 争议
塞尔达对巴塞罗那的计划进行了两次重大修改；他的第二个版本得到了当时西班牙政府的批准，在今天的扩展区的布局中仍然可以辨识出来。但是在他的设计方案中，关于所有街区的低矮建筑物和花园的设计方案很快的就被希望建造更多房地产的政治家们废除了。 
此外，规划的两条对角线街道仅建成了其中的一条。
从文化上看，扩展区过去（现在仍然）是富人居住的地方，而没有能起到将不同社会阶层融合在一起的作用。
在他的那个时代，许多加泰罗尼亚建筑师都反对塞尔达的想法，甚至指责塞尔达在宣扬社会主义。然而，那些反对者却在巴塞罗那建造了更为激进的加泰罗尼亚现代主义的建筑。
西班牙和加泰罗尼亚的政局更迭最终导致了塞尔达的修改方案获得了官方的正式批准。塞尔达当时是在西班牙中央政府的委托下，在巴塞罗那市议会的支持下制定了他的计划。随后一场政治事件导致地方政府政权的更迭，新的议会试图在1859年举行一场项目竞标来颠覆前政府的决定，虽然塞尔达在这场竞标中失败了，但他的设计最终还是获得了通过，这让当时主要的地产拥有者感到非常不满。

## 主要作品
- Teoría de la Construcción de Ciudades （《城市建设理论》，1859 年），为支持他 1855 年巴塞罗那扩建的初步项目而撰写。
- Teoría de la Viabilidad Urbana y Reforma de la de Madrid （“城市道路空间理论和马德里改革”，1861），以支持他为西班牙首都进行的市中心改革设计。
- Teoría del Enlace del Movimiento de las Vías Marítimas y Terrestres （“陆路和海路运动联系理论”，1863 年），伴随巴塞罗那港公路-铁路-海洋联运系统的初步项目，证据尽管大部分内容尚未被发现，但这是结论性的。
- Teoría General de la Urbanización （《城市化一般理论》，1867 年），支持他 1859 年的巴塞罗那扩建项目。
- Teoría General de la Rurización （“乡村化一般理论”）

## 拓展阅读
- Arturo Soria y Puig (ed): Cerdá: the five bases of the general theory of urbanization, Electa, 1999 [缺少ISBN]
- Pallares-Barbara, Montserrat; Badia, Anna; Duch, Jordi. . Urbani Izziv. 2011, 22 (2): 122–136. doi:10.5379/urbani-izziv-en-2011-22-02-005 .
- Aibar, E., & Bijker, W. E. (1997). Constructing a City: The Cerdà Plan for the Extension of Barcelona. Science, Technology, & Human Values, 22 (1), 3–30. doi:10.1177/016224399702200101